# هلیونز بامپستد
هلیونز بامپستد (به انگلیسی: Helions Bumpstead) یک روستا و محله مدنی در بریتانیا است که در Braintree واقع شده‌است. هلیونز بامپستد ۴۳۹ نفر جمعیت دارد.